# Лінганор (Меріленд)
Лінганор (англ. Linganore) — переписна місцевість (CDP) в США, в окрузі Фредерік штату Меріленд. Населення — 12 351 особа (2020).

## Географія
Лінганор розташований за координатами 39°24′30″ пн. ш. 77°18′11″ зх. д. / 39.40833° пн. ш. 77.30306° зх. д. (39.408437, -77.303165).  За даними Бюро перепису населення США в 2010 році переписна місцевість мала площу 15,51 км², з яких 14,87 км² — суходіл та 0,64 км² — водойми.

## Демографія
Згідно з переписом 2010 року, у переписній місцевості мешкали 8543 особи в 2817 домогосподарствах у складі 2385 родин. Густота населення становила 551 особа/км².  Було 2929 помешкань (189/км²).
Расовий склад населення:
| - 92,1 % — білих - 2,7 % — чорних або афроамериканців - 1,9 % — азіатів - 0,1 % — корінних американців |

До двох чи більше рас належало 2,5 %. Частка іспаномовних становила 4,7 % від усіх жителів.
За віковим діапазоном населення розподілялося таким чином: 32,8 % — особи молодші 18 років, 61,7 % — особи у віці 18—64 років, 5,5 % — особи у віці 65 років та старші. Медіана віку мешканця становила 36,3 року. На 100 осіб жіночої статі у переписній місцевості припадало 96,9 чоловіків;  на 100 жінок у віці від 18 років та старших — 94,2 чоловіків також старших 18 років.
Середній дохід на одне домашнє господарство  становив 122 183 долари США (медіана — 113 513), а середній дохід на одну сім'ю — 126 296 доларів (медіана — 117 875). Медіана доходів становила 85 259 доларів для чоловіків та 64 583 долари для жінок. За межею бідності перебувало 3,1 % осіб, у тому числі 2,6 % дітей у віці до 18 років та 0,9 % осіб у віці 65 років та старших.
Цивільне працевлаштоване населення становило 4662 особи. Основні галузі зайнятості: освіта, охорона здоров'я та соціальна допомога — 25,8 %, науковці, спеціалісти, менеджери — 21,0 %, публічна адміністрація — 9,5 %, роздрібна торгівля — 8,1 %.